# 올림푸스 E-300

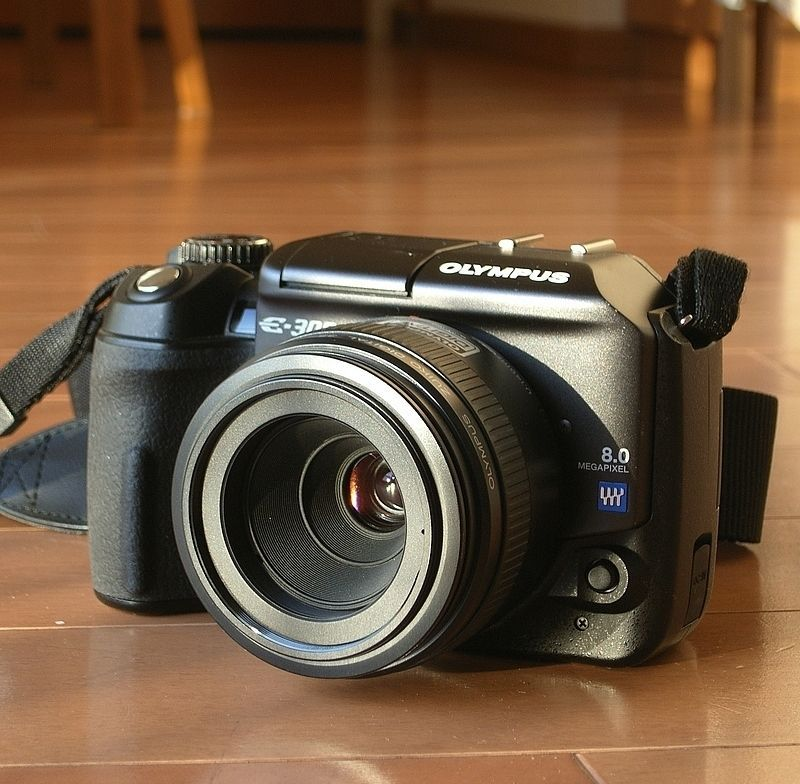

올림푸스 E-300(Olympus E-300)은 올림푸스의 디지털 SLR이다. 2004년 포토키나에서 발표되었다. 기존 필름 카메라 시스템에 바탕을 두지 않고, 디지털을 고려해 렌즈 마운트와 전체 시스템이 디자인된 포서즈 시스템을 사용한다. 8백만 유효 화소를 가진 코닥 CCD 이미지 센서를 사용한다.
루프 펜타프리즘을 사용하는 대부분의 DSLR과 달리 포로미러를 사용한다.